# Stavanger
Stavanger (norwegische Aussprache: [stɑˈvɑŋːər] ⓘ) ist eine Stadt und Kommune im norwegischen Fylke Rogaland. Die Kommune Stavanger hat 150.123 Einwohner (Stand: 1. Januar 2025) und ist die viertgrößte des Landes. Das Stadtgebiet Stavanger/Sandnes erstreckt sich auch über die Kommunen Sandnes, Sola und Randaberg. Es hat 239.055 Einwohner, wovon 138.324 in der Kommune Stavanger leben. Stavanger/Sandnes ist das Stadtgebiet mit den drittmeisten Einwohnern Norwegens. Die Stadt Stavanger ist der Verwaltungssitz des Fylkes Rogaland und gilt als Zentrum der Erdöl- und Erdgasindustrie Norwegens.

## Geografie

### Lage

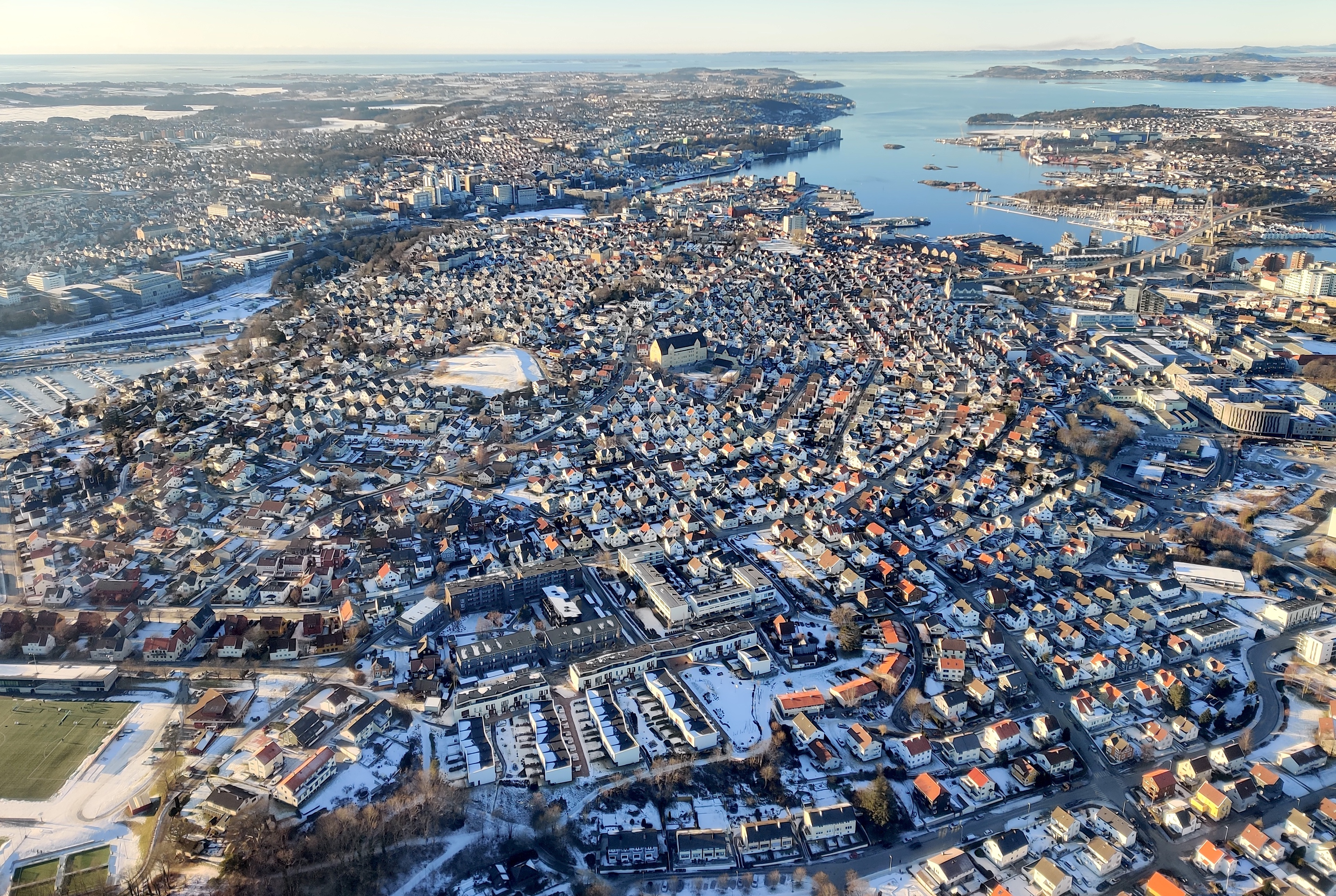
Luftaufnahme von Storhaug in Richtung Norden

Stavanger liegt an der norwegischen Westküste im Norden der Landschaft Jæren. Die Kommune Stavanger setzt sich aus einem Gebiet auf dem Festland sowie mehreren überwiegend nördlich davon gelegenen Inseln zusammen. Auf dem Festland grenzt die Gemeinde an die Kommune Randaberg im Nordwesten, an Sola im Südwesten sowie an Sandnes im Süden. Der westliche Abschnitt der Grenze zu Sola verläuft im Hafrsfjord, der östliche Abschnitt der Grenze zu Sandnes im Gandsfjord. Des Weiteren bestehen im Meer verlaufende Gemeindegrenzen zu Strand und Hjelmeland im Osten, Suldal und Tysvær im Norden sowie Bokn und Kvitsøy im Westen.
Das Stadtzentrum Stavangers liegt an der Bucht Vågen am Fjord Byfjord. Im Zentrum befindet sich der See Breiavatnet. Nordwestlich des Stadtzentrums befinden sich an der anderen Seite des Byfjords einige Inseln. Diese sind die teils dicht besiedelten Inseln Grasholmen, Sølyst, Engøy, Buøy, Hundvåg, Steinsøy, Ormøy, Roaldsøy, Bjørnøy, Langøy und Vassøy. Südöstlich der Vassøy liegen die weniger dicht bewohnten Inseln Lindøy, Hellesøy, Tunsøya und Kalvøy. Weiter nördlich folgen Inseln wie Åmøy, Rennesøy, Finnøy und Ombo. Sie wurden zum Teil im Rahmen der landesweiten Kommunalreform nach Stavanger eingemeindet. Insgesamt liegen seit der Eingemeindung über 300 Inseln in der Kommune. Während die südlicheren Inseln weitgehend flach sind, befinden sich in den nördlicheren höhere Hügel. Die Erhebung Bandåsen auf Ombo stellt mit einer Höhe von 513,89 moh. den höchsten Punkt der Kommune Stavanger dar.
Auf dem Festland liegt der See Stora Stokkavatnet. Auf der Grenze zu Randaberg befindet sich das Hålandsvatnet. Die Gesamtfläche der Kommune beträgt 262,52 km², wobei Binnengewässer zusammen 6 km² ausmachen.

### Klima
|                       | Jan  | Feb  | Mär | Apr | Mai  | Jun  | Jul  | Aug  | Sep  | Okt  | Nov | Dez |   |      |
| Mittl. Tagesmax. (°C) | 2,8  | 2,6  | 5,4 | 8,8 | 13,7 | 16,0 | 18,3 | 18,2 | 15,2 | 10,9 | 7,3 | 4,7 | ⌀ | 10,4 |
| Mittl. Tagesmin. (°C) | −0,8 | −1,4 | 0,3 | 3,1 | 6,7  | 9,4  | 11,9 | 12,2 | 10,0 | 6,7  | 3,8 | 1,5 | ⌀ | 5,3  |
|                       |      |      |     |     |      |      |      |      |      |      |     |     |   |      |
| Niederschlag (mm)     | 91   | 66   | 75  | 49  | 68   | 72   | 91   | 115  | 155  | 148  | 136 | 109 | Σ | 1175 |
|                       |      |      |     |     |      |      |      |      |      |      |     |     |   |      |
| Regentage (d)         | 14   | 10   | 12  | 9   | 10   | 10   | 11   | 13   | 17   | 16   | 18  | 16  | Σ | 156  |
|                       |      |      |     |     |      |      |      |      |      |      |     |     |   |      |
| Luftfeuchtigkeit (%)  | 81   | 80   | 77  | 74  | 73   | 76   | 78   | 79   | 78   | 80   | 82  | 82  | ⌀ | 78,3 |

| −0,8 |

| −1,4 |

| 0,3 |

| 3,1 |

| 6,7 |

| 9,4 |

| 11,9 |

| 12,2 |

| 10,0 |

| 6,7 |

| 3,8 |

| 1,5 |

| −0,8 |

| −1,4 |

| 0,3 |

| 3,1 |

| 6,7 |

| 9,4 |

| 11,9 |

| 12,2 |

| 10,0 |

| 6,7 |

| 3,8 |

| 1,5 |

## Einwohner

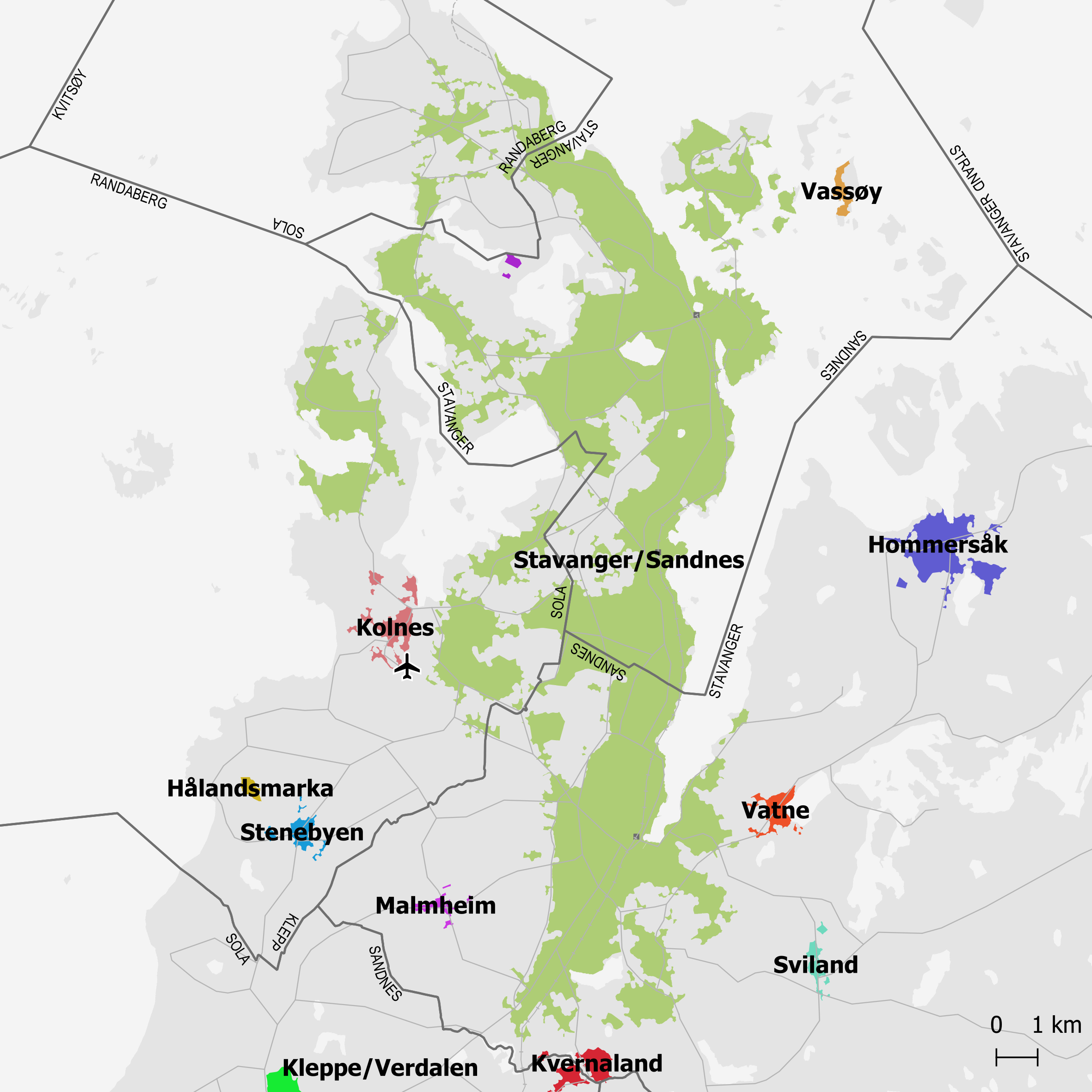
Karte der Tettsteds Stavanger/Sandnes mit den Gemeindegrenzen

Der Tettsted und somit das Stadtgebiet Stavanger/Sandnes verteilt sich auf die Kommunen Stavanger, Sandnes, Sola und Randaberg. Insgesamt hat er 239.055 Einwohner auf einer Fläche von 80,03 km². Nach Oslo und Bergen ist Stavanger/Sandnes der drittgrößte Tettsted. In der Gemeinde Stavanger liegen neben Teilen von Stavanger/Sandnes mehrere weitere sogenannte Tettsteder, also mehrere Ansiedlungen, die für statistische Zwecke als eine städtische Siedlung gewertet werden. Diese sind Krossberg mit 406, Vassøy mit 629, Judaberg mit 921, Vikevåg mit 984, Østhusvik mit 691, Askje mit 630 und Vestre Åmøy mit 312 Einwohnern (Stand: 1. Januar 2024).
Die Einwohner Stavangers werden Siddis genannt. Stavanger hat wie viele andere Kommunen der Provinz Rogaland weder Nynorsk noch Bokmål als offizielle Sprachform, sondern ist in dieser Frage neutral.
| Kommune   | Einwohner 1. Januar 2024 | Fläche 1. Januar 2024 |
| --------- | ------------------------ | --------------------- |
| Stavanger | 138.324                  | 41,59 km²             |
| Sandnes   | 066.963                  | 23,04 km²             |
| Sola      | 023.492                  | 11,88 km²             |
| Randaberg | 010.276                  | 03,52 km²             |
| Gesamt    | 239.055                  | 80,03 km²             |

### Entwicklung
Die Einwohnerzahlen sind stabil steigend. 1986 lebten in Stavanger knapp über 100.000 Einwohner. Bis 2015 stieg die Zahl auf über 140.000 an. Die beiden Kommunen Rennesøy und Finnøy hatten vor ihrer Eingemeindung zum Jahresbeginn 2020 ebenfalls stabil anwachsende Einwohnerzahlen. In Rennesøy kam es in den 1990er-Jahren zu einem größeren Anstieg, nachdem die Hauptinsel durch das Straßenbauprojekt Rennfast mit dem Festland verbunden worden ist. Im Finnøy kam es durch die Fertigstellung von Finnfast im Jahr 2009 ebenfalls zu einem Anstieg der Einwohnerzahlen.
| Jahr          | 1986    | 1990    | 1995    | 2000    | 2005    | 2010    | 2015    | 2020    | 2025    |
| ------------- | ------- | ------- | ------- | ------- | ------- | ------- | ------- | ------- | ------- |
| Einwohnerzahl | 100.311 | 102.908 | 109.126 | 114.794 | 120.113 | 130.709 | 140.043 | 143.574 | 150.123 |

### Stadtgliederung

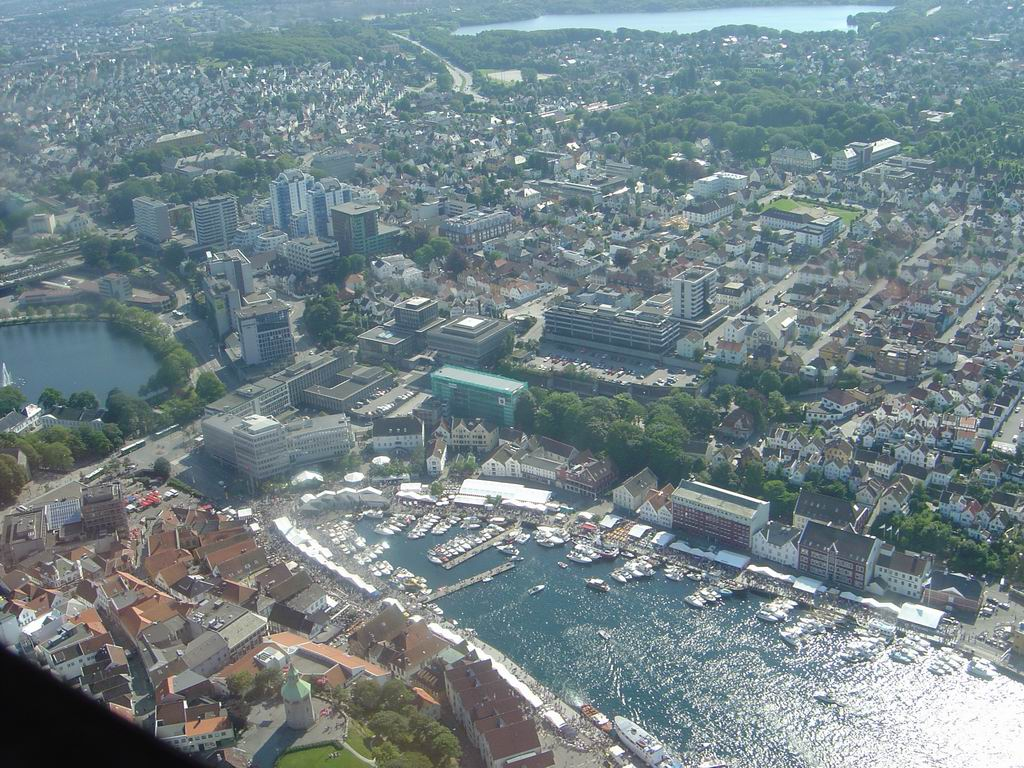
Die Bucht Vågen mit dem alten Hafen und der Altstadt im Vordergrund

Die Kommune ist in neun Bezirke unterteilt.
| Stadtteil                   | Einwohner (Stand: 2021) |
| --------------------------- | ----------------------- |
| Eiganes og Våland           | 24.635                  |
| Hinna                       | 22.989                  |
| Madla                       | 21.573                  |
| Hillevåg                    | 19.921                  |
| Storhaug                    | 17.597                  |
| Tasta                       | 15.592                  |
| Hundvåg                     | 13.200                  |
| Rennesøy                    | 05.151                  |
| Finnøy                      | 03.238                  |
| Nicht angegebene Stadtteile | 00.251                  |
| Summe                       | 144.1470                |

## Geschichte
Urgeschichtliche Spuren haben sich in den Felsritzungen von Rudlå erhalten.

### Mittelalter

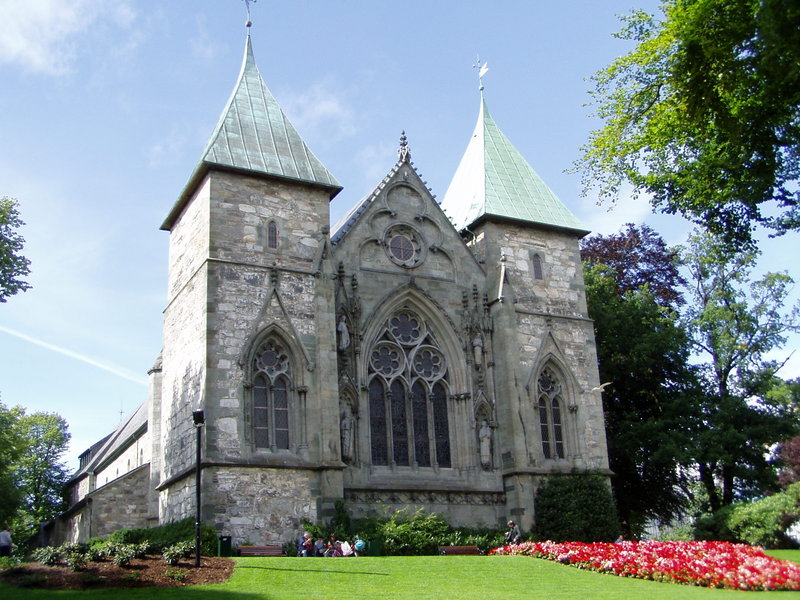
Dom von Stavanger

Stavanger erhielt das Stadtrecht mit der Etablierung des Bischofssitzes zwischen 1122 und 1125. In der Amtszeit des ersten Bischofs, Reinald von Stavanger, begann der Bau des Domes, seither ist 1125 die gebräuchliche Jahresangabe der Stadtgründung. Zunächst war Stavanger vor allem in religiösem Zusammenhang eine bedeutende Stadt. Das Bistum Stavanger erstreckte sich über Rogaland, Agder, Valdres und Hallingdal. Gegen Ende des 12. Jahrhunderts wurde auch die weltliche Rolle der Stadt größer. Der Dom wurde bei einem Brand 1272 teilweise beschädigt und der Westteil neu aufgebaut und vergrößert.
Am 16. August 1425 erhielt Stavanger das vollständige Marktrecht, jedoch blieb die Einwohnerzahl weiterhin niedrig. Im Jahr 1568 wurde Stavanger Verwaltungssitz des neu gebildeten Stavanger len, das von der Ausdehnung weitgehend identisch zum heutigen Fylke Rogaland war. Erst Ende des 16. Jahrhunderts kam es vor allem durch den Fang von Heringen zu einem Aufschwung. Die Gründung der Stadt Kristiansand führte jedoch ab 1641 zu einer sinkenden Bedeutung Stavangers. 1682 wurde Kristiansand neuer Bischofssitz. Auch andere Einrichtungen mussten durch einen Beschluss des Königs umsiedeln. Im Jahr 1684 kam es zu einem großen Stadtbrand. In dessen Folge wurde das Marktrecht bis 1690 an Kristiansand übertragen.
Im 17. Jahrhundert wuchs die Anzahl der Bewohner von 800 um 1600 auf mehr als 2400 vor dem großen Brand im Jahre 1684. Nach einer 1700/01 durchgeführten Volkszählung lebten in der Stadt 1385 Menschen, davon 524 Kinder, 356 erwachsene Männer, 307 verheiratete Frauen, 102 unverheiratete Frauen, 77 weibliche und 19 männliche junge Bedienstete; 126 der erwachsenen Männer hatten Bürgerstatus.
Wie viele andere europäische und, nicht weniger, norwegische Städte dieser Zeit, erlitt Stavanger schwere, durch Seuchen, Brände und wirtschaftliche Schwankungen verursachte Krisen. In den Jahren 1618 sowie 1629 wütete die Pest in der Stadt; 1633 brannten zwei Drittel einschließlich der mittelalterlichen Altstadt nieder. Im Jahre 1695 starben rund 15 Prozent der Bevölkerung an Flecktyphus.

### 1700–1945

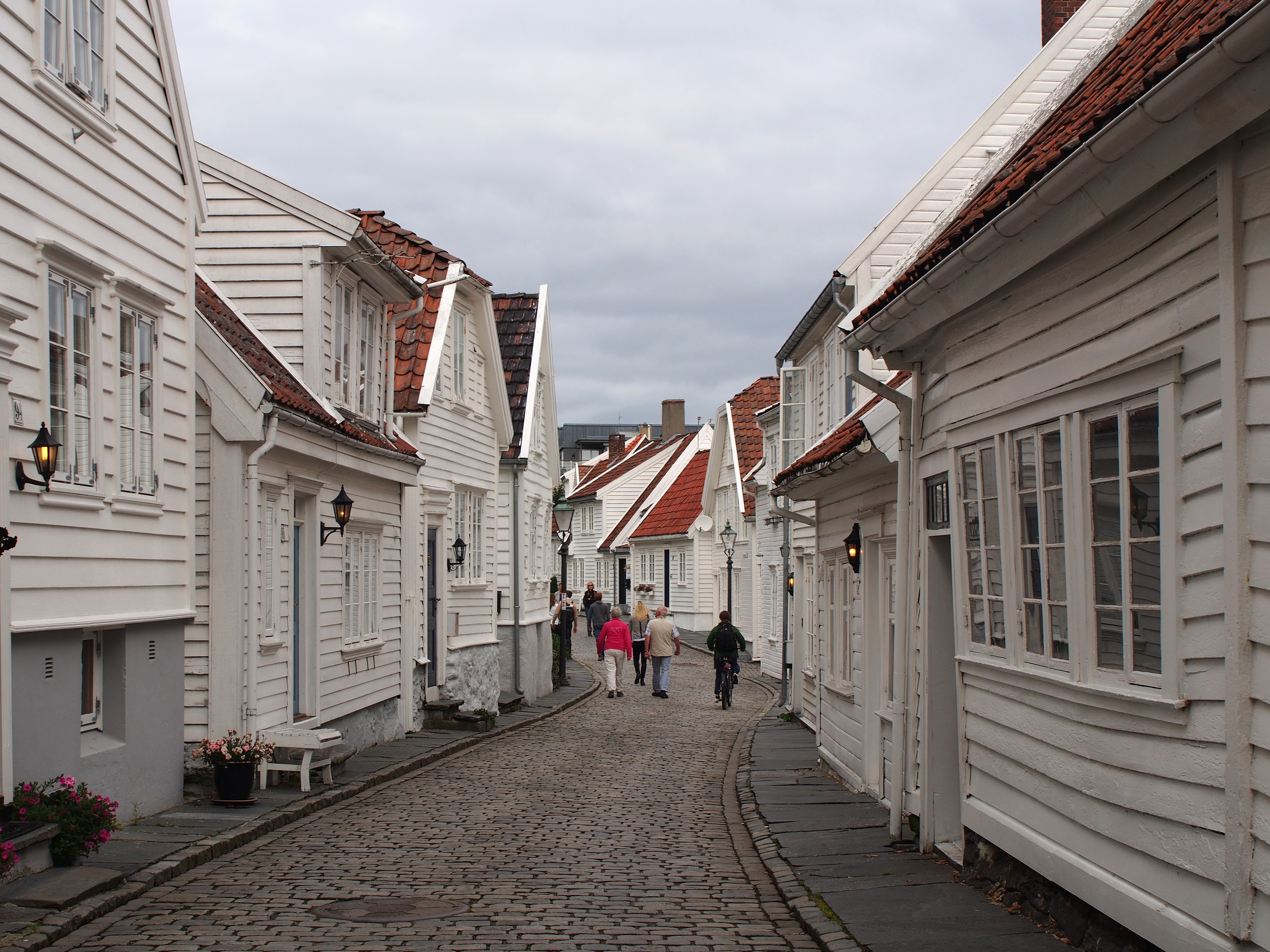
Straße in der Altstadt Gamle Stavanger, 2013

Auch nach dem Brand von 1684 suchte eine Reihe von Bränden die Stadt heim. Im Jahr 1766 brannten 35 Gebäude und zwei Jahre später weitere 53 Häuser im Gebiet Stranden im heutigen Altstadt-Viertel Gamle Stavanger. Teilweise handelte es sich dabei um Gebäude, die nach dem Brand 1684 neu errichtet worden waren. Der Großteil der Häuser in dem Gebiet stammt heute aus dem 19. Jahrhundert.
Erst in den 1800er-Jahren kam es wieder zu einem größeren Aufschwung. Zunächst lag das erneut vor allem am Heringsfang, später wurde auch die Schifffahrt von größerer Bedeutung. Mit Stavanger Preserving nahm 1873 die erste norwegische Konservenfabrik ihren Betrieb auf und führte zu einem industriellen Wachstum. Im Jahr 1878 öffnete die Eisenbahnlinie Jærbanen bis nach Egersund, 1904 wurde sie bis Flekkefjord verlängert. Ab den 1880er-Jahren siedelten sich vermehrt Industriebetriebe, darunter viele Konservenfabriken, in der heutigen Altstadt an. Die Wohnbebauung der Gegend verwandelte sich zunehmend in einen Slum und es wurde zeitweise diskutiert, das gesamte Gebiet zu einem Industriegebiet umzubauen. Während des Ersten Weltkriegs gab es über 50 Konservenfabriken in Stavanger, die etwa 70 Prozent der Konserven Norwegens produzierten.
Die Einwohnerzahl stieg im 19. Jahrhundert auf das Neunfache: von 2.406 (3.916 innerhalb der heutigen Stadtgrenzen) im Jahre 1801 auf 36.202 im Jahre 1900. Mit wachsender Einwohnerzahl begannen sich auch zahlreiche religiöse Gemeinschaften zu etablieren. 1818 bildete sich die Quäkergemeinde, 1842 wurde die norwegische Missionsgesellschaft (Norske Missions Selskap) aus dem Zusammenschluss älterer Vereine gegründet, 1844 entstand die norwegische Israelmission (Den Norske Israelsmisjon).
Am 4. Juli 1825 fuhr die Schaluppe Restauration mit 52 Emigranten aus Stavanger nach New York, der Auftakt einer großen norwegischen Auswanderungswelle in die USA. Von 1896 bis 1919 wurde Stavangers Hafen von Hurtigruten-Schiffen angelaufen.

### Seit 1945
Die Stadt blieb bis zum Anfang der 1950er-Jahre eine Industriestadt, allmählich wandelte sie sich in ein Verwaltungszentrum. Die dominierende Position der Konservenindustrie ging zurück. Grund für das weitere Wachstum der Stadt war unter anderem auch die Verbesserung der Verkehrssituation. Neben dem Ausbau der Bahnlinien erhielt auch die Luftfahrt größere Bedeutung. Im Jahr 1937 wurde der Flughafen Stavanger in der Gemeinde Sola eröffnet.
Nach den Ölfunden Ende der 1960er-Jahre veränderte Stavanger sich zu einer modernen Großstadt. Im Jahr 1972 wurde Statoil (heute Equinor) gegründet und begann mit der staatlich gesteuerten Gewinnung. Im selben Jahr wurde die für die Erdöl- und Erdgasbranche zuständige Behörde Oljedirektoratet in Stavanger gegründet. Stavanger entwickelte sich damit zur „Ölhauptstadt“ Norwegens. Im Jahr 1999 wurde das Norwegische Erdölmuseum in der Stadt eröffnet. Die Ölindustrie führte auch zu positiven Effekten für andere Wirtschaftsbranchen in der Region. Heute leben in ihrem Großraum ca. 200.000 Menschen.
Im Jahr 2005 wurde die Universität Stavanger gegründet. Zunehmende Bedeutung erhielten auch die Tourismusbranche und in der Stadt abgehaltene Tagungen. Im Jahr 2008 war Stavanger gemeinsam mit Liverpool Europäische Kulturhauptstadt.

### Eingemeindungen
Die Kommune Stavanger wurde im Rahmen der Einführung der lokalen Selbstverwaltung im Jahr 1837 als Stadtkommune (bykommune) gegründet. Über die Zeit hinweg wurden des Öfteren Gebiete von der damaligen Kommune Hetland an Stavanger überführt. Zum Jahresbeginn 1867 war davon ein von 200 Personen bewohntes Gebiet betroffen, 1879 folgten 1357 Einwohner. 1906 hatte das neu eingemeindete Gebiet 399 Einwohner. Zum 1. Juli 1923 war ein Gebiet mit 3063 Personen betroffen. Zur letzten Eingemeindung eines Teils der Kommune Hetland vor deren vollständiger Auflösung kam es im Juli 1953, als ein Areal mit 831 Einwohnern nach Stavanger überführt wurde. Zum 1. Januar 1965 wurde das damals 51.470 Einwohner zählende Stavanger mit Madla und dem Großteil der Kommune Hetland zusammengelegt. Madla brachte 6025 Einwohner und Hetland 20.861 Einwohner mit ein. Zum 1. Januar 2020 wurden die Kommunen Finnøy und Rennesøy im Rahmen der landesweiten Kommunalreform in die Gemeinde Stavanger eingegliedert.

## Politik

### Stadtrat
Der Stadtrat als oberstes kommunales Organ setzt sich aus 67 Personen zusammen. Die letzte Kommunalwahl fand am 11. September 2023 statt.
| Partei | Partei                              | 2015 | 2019 | 2023 |
| ------ | ----------------------------------- | ---- | ---- | ---- |
|        | Arbeiderpartiet                     | 18   | 18   | 22   |
|        | Høyre                               | 19   | 16   | 21   |
|        | Fremskrittspartiet                  | 7    | 6    | 6    |
|        | Sosialistisk Venstreparti           | 3    | 3    | 3    |
|        | Kristelig Folkeparti                | 4    | 3    | 3    |
|        | Rødt                                | 1    | 4    | 3    |
|        | Venstre                             | 6    | 3    | 3    |
|        | Industri- og Næringspartiet         | –    | –    | 2    |
|        | Miljøpartiet De Grønne              | 4    | 4    | 2    |
|        | Senterpartiet                       | 1    | 3    | 1    |
|        | Pensjonistpartiet                   | 1    | 1    | 1    |
|        | Folkeaksjonen nei til mer bompenger | 3    | 6    | 0    |

- R: 3
- SV: 3
- Ap: 22
- V: 3
- Sp: 1
- MDG: 2
- INP: 2
- P: 1
- KrF: 3
- H: 21
- FrP: 6

### Städtepartnerschaften
Folgende Städte sind Partnerstädte Stavangers:
| - Aberdeen, Vereinigtes Königreich - Antsirabe, Madagaskar - Esbjerg, Dänemark - Eskilstuna, Schweden - Estelí, Nicaragua | - Fjarðabyggð, Island - Houston und Galveston, Vereinigte Staaten - Jyväskylä, Finnland - Nablus, Palästinensische Autonomiegebiete - Netanja, Israel |

## Kultur
Die 1978 gegründete Kunstschule im Rogaland hat hier ihren Sitz. Jedes Jahr im Mai findet das MaiJazz-Festival statt, eine große internationale Veranstaltung für Jazzmusik seit 1989, sowie Anfang August das 1991 gegründete Internationale Kammermusik-Festival. Stavanger wurde im Jahr 2008 gemeinsam mit Liverpool der Titel Kulturhauptstadt Europas verliehen.
Stavanger nimmt am jährlichen NuArt Festival teil, das für nationale und internationale Künstler organisiert wird, die außerhalb des traditionellen Kunstbetriebs arbeiten. Jedes Jahr im September trägt ein Team von international anerkannten Streetart-Künstlern zu „einem der dynamischsten und sich ständig weiterentwickelnden öffentlichen Kunstevents in Europa“ bei.
Siehe auch: Stavanger-Erklärung zur Zukunft des Lesens

### Sehenswürdigkeiten

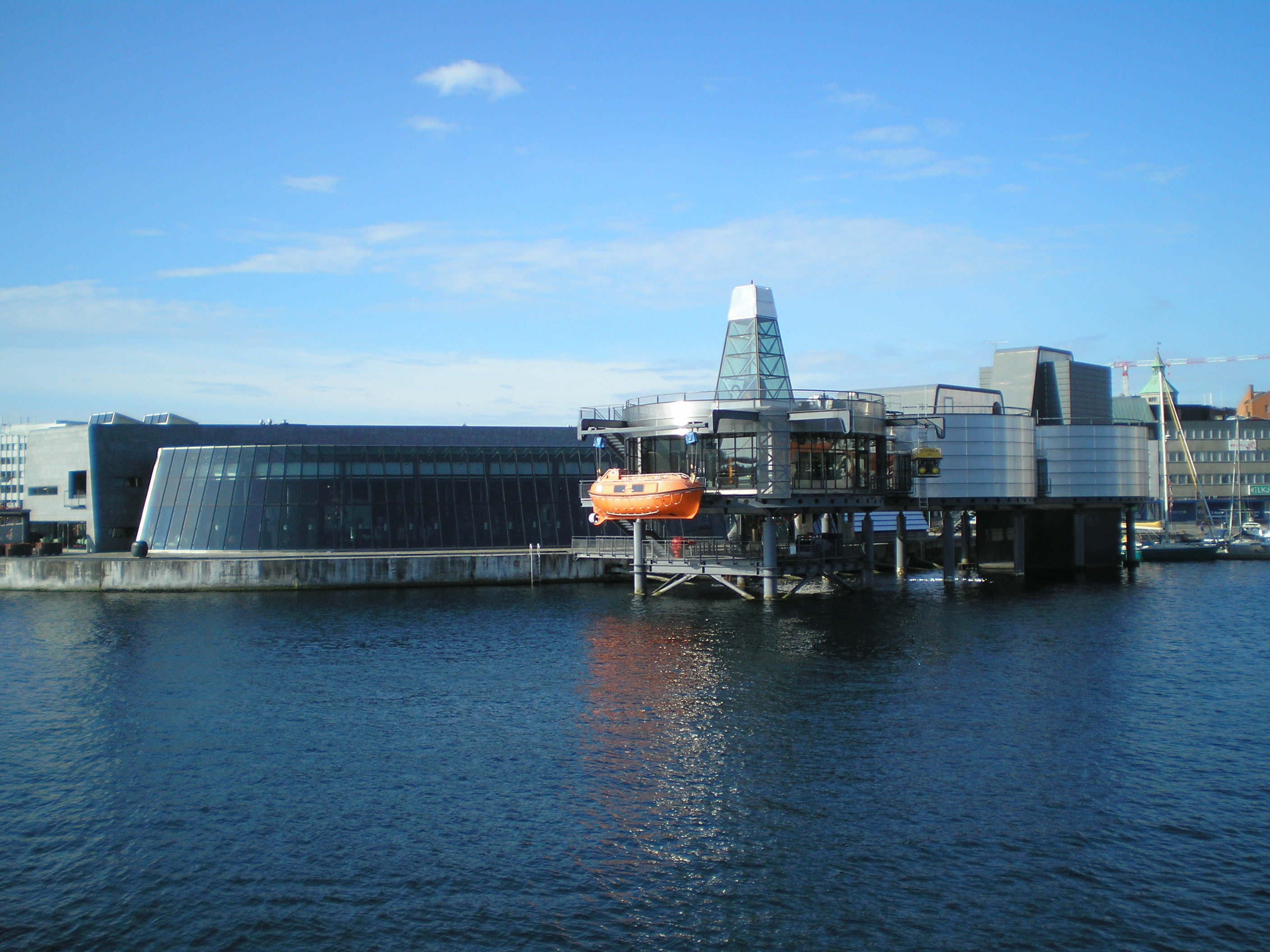
Norwegisches Ölmuseum

Mittelpunkt der Stadt ist der Dom (Stavanger domkirke), der ab 1125 errichtet wurde. Er ist die einzige mittelalterliche Kathedrale ursprünglicher Gestalt Norwegens im anglonormannisch-gotischen Stil. Südlich der Kathedrale liegt der ehemalige Bischofshof Kongsgård. Etwas östlich hiervon steht die Sankt-Petri-Kirche und die Methodistische Kirche Stavanger. Das alte Stadtzentrum östlich des alten Hafens und das Viertel Gamle Stavanger (altes Stavanger) bilden das historische Zentrum. Gamle Stavanger rund um Øvre und Nedre Strandgate wird von weiß gestrichenen, sorgfältig gepflegten Holzhäusern aus dem 18. und 19. Jahrhundert bestimmt.
In der größten Holzhaussiedlung in Gamle Stavanger gibt es in einer ehemaligen Konservenfabrik das Norwegische Konservenmuseum (Norsk Hermetikkmuseum). Im 1999 eingeweihten Norwegischen Ölmuseum ist die Geschichte der Ölförderung in Norwegen und teilweise anderen Ländern abgebildet. Außerdem besteht in der Stadt das Schifffahrtsmuseum Stavanger. Nördlich von Gamle Stavanger befindet sich das Konzerthaus Stavanger.
Auf dem 139 m hohen Ullandhaug wurden nordische Langhäuser (Eisenzeithof Ullandhaug) aus der Völkerwanderungszeit entdeckt, rekonstruiert und zu dem der Besichtigung werten archäologischen Freilichtmuseum Jernaldergården på Ullandhaug gemacht.
Landschaftlich bietet die Region um Stavanger ebenfalls einige Sehenswürdigkeiten. Darunter sind der 92 Meter hohe Wasserfall Månafossen oder der 2,3 Kilometer lange Sandstrand Solastrand.
In der Stadt befinden sich diverse Denkmale, darunter das Alexander-Lange-Kielland-Denkmal, das Marinedenkmal, Horve-Denkmal, Fiskaren und das Henrik-Steffens-Denkmal. Bekannt ist insbesondere das an eine Schlacht erinnernde Monument Schwerter im Berg. In der Straße Nedre Strandgate befindet sich der historische Brunnen Groombrønnen. Zu den Kulturdenkmalen der Stadt gehört das 1840 gebaute Alte Zollamt sowie das 1905 errichtete neue Zollamt Tollboden. Außerdem befinden sich im Stadtgebiet mehrere Skulpturen wie der Vekter und Andemor.

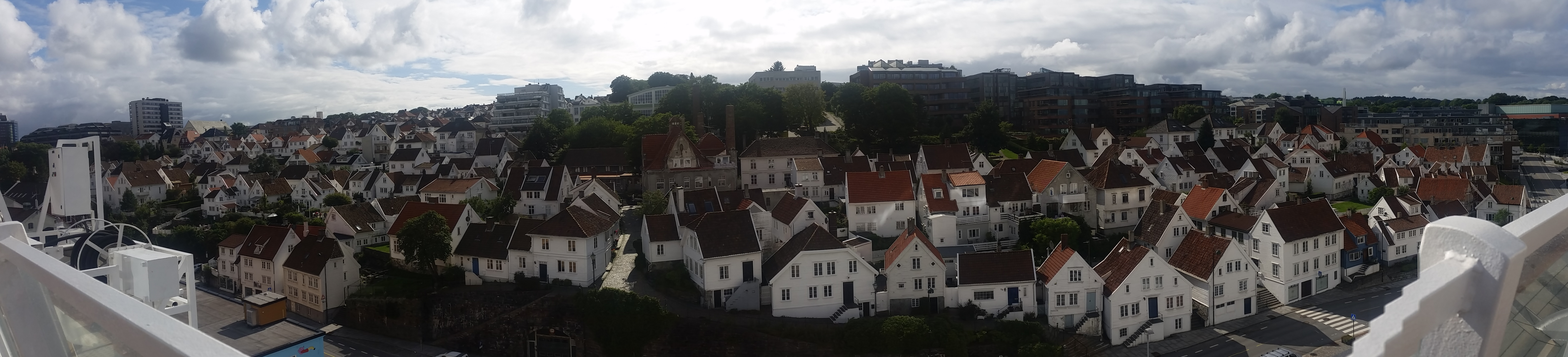
Panorama der Altstadt Gamle Stavanger, 2016

### Sport
Einer der erfolgreichsten Fußballklubs Norwegens ist der in Stavanger beheimatete Viking Fotballklubb. Die Stadt war außerdem von 2005 bis 2011 jährlicher Austragungsort des FIVB-Beachvolleyball-Grand Slam, davor drei Jahre hintereinander eines Open dieser Federation.
Der 1956 gegründete Stavanger Golfklubb (SGK) war bis 2017 insgesamt 18 mal Ausrichter der Norwegischen Golfmeisterschaften. Zweimal fanden auf dem Golfplatz beim Binnensee Stora Stokkavatnet, fünf Kilometer vom Zentrum entfernt, die Nordischen und einmal die Offenen Nordischen Meisterschaften statt. 1985 trafen sich dort die Damen zu den Golf-Europameisterschaften.

## Wirtschaft und Infrastruktur

### Bildung
Die Universität Stavanger wurde am 17. Januar 2005 eröffnet.

### Wirtschaft

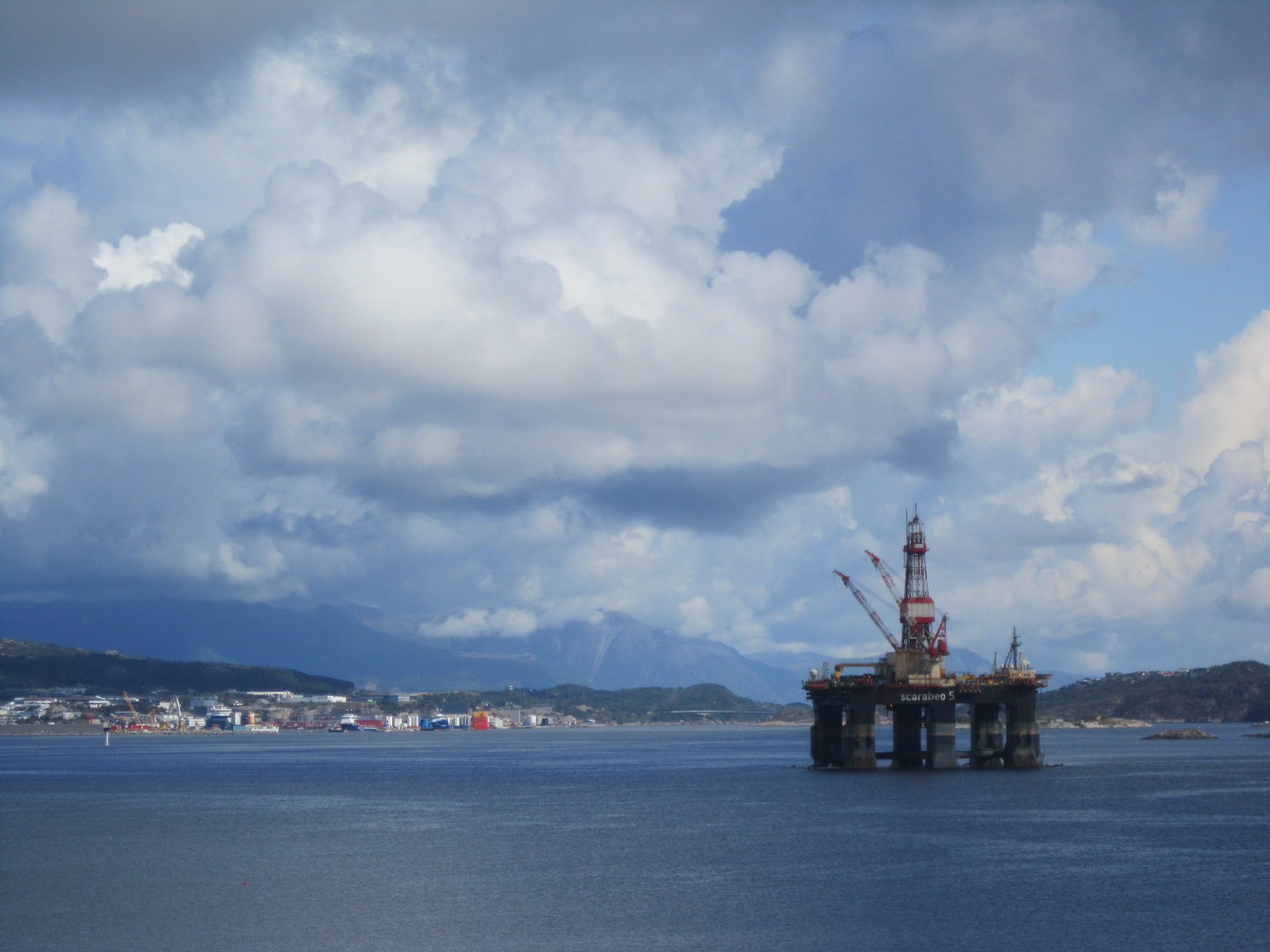
Ölbohrinsel bei Stavanger, Norwegen

Bis zum Beginn der 1950er-Jahre war Stavanger vor allem eine Industriestadt. Die Stadt war bekannt für die damalige Produktion von Konserven. Mit der Zeit entwickelte sich das Dienstleistungsgewerbe stärker und der Anteil an Angestellten in der Industrie ging zurück. Heute ist in der Industrie die Erdöl- und Erdgasindustrie der wichtigste Arbeitgeber. Viele internationale Ölfirmen haben ihren Sitz in Stavanger, darunter auch das größte norwegische Unternehmen Equinor (ehemals Statoil), da die meisten Ölvorkommen Norwegens etwa 300 km westlich in der Nordsee liegen. Die Industriegebiete wurden auf dem Festland mit der Zeit größtenteils an den Rand der Gemeinde Richtung Randaberg und Sandnes ausgelagert.
Durch die Eingemeindung von Finnøy und Rennesøy stieg die landwirtschaftlich genutzte Fläche stark an. Auf den Inseln, die zu den beiden Kommunen gehören, ist der Anbau von Obst und Gemüse verbreitet. Häufig werden dazu Gewächshäuser genutzt. Finnøy war vor seiner Auflösung die Kommune mit der höchsten Tomatenproduktion. Bedeutend in der Tierhaltung ist vor allem die Haltung von Rindern, Schweinen und Hühnern. Der Anteil an in der Land- und Forstwirtschaft verorteten Arbeitsplätze ist an der Gesamtbevölkerung allerdings sehr gering. In Stavanger befinden sich einige Firmen, die der Lebensmittelproduktion angehören.
Im Jahr 2020 arbeiteten von über 70.000 Arbeitstätigen etwa 50.000 in Stavanger selbst, jeweils über 7000 Einwohner Stavangers waren in den Nachbarkommunen Sandnes und Sola tätig. In der Kommune Stavanger arbeiteten insgesamt über 80.000 Personen, wobei über 11.000 Personen aus Sandnes nach Stavanger pendelten und auch aus weiteren umliegenden Kommunen wie Sola, Randaberg und Klepp viele Pendler ihren Arbeitsplatz in Stavanger hatten.

### Verkehr

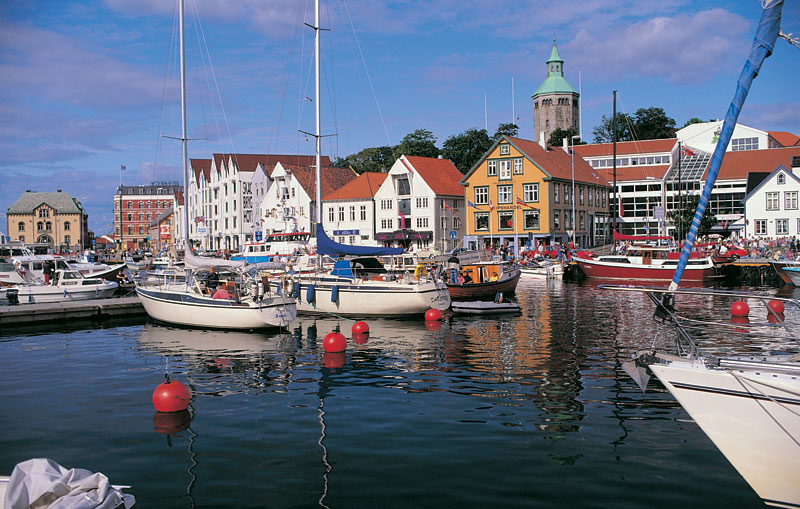
Im alten Hafen Vågen von Stavanger

Die Stadt Stavanger ist ein wichtiger Verkehrsknotenpunkt. Obwohl Stavanger nur nach Süden eine Landverbindung hat, ist es verkehrsmäßig sehr gut aus allen Himmelsrichtungen erreichbar. Vom Schiffsterminal an der Altstadt gibt es zahlreiche Fähr- und Autofährverbindungen, hauptsächlich zu Zielen der nordöstlich angrenzenden Fjordlandschaft Ryfylkes.
Busse, Züge und lokale Fähren in Stavanger können ab 1. Juli 2023 von Einwohnern der Stadt kostenfrei benutzt werden.
Im Vågen, dem alten Hafen, legen große Kreuzfahrtschiffe und regelmäßig verkehrende Linienschiffe, von Dänemark und Großbritannien kommend, an. Da das Hafenbecken sehr tief ist, können die großen Schiffe praktisch bis zum Markt fahren, um dort vor Anker zu gehen. Von hier verkehren auch Touristenboote zu den beliebten Touristenzielen Lysefjord und Preikestolen. Für den privaten Bootsverkehr gibt es Norwegens größten Boot- und Yachthafen im Stadtviertel Paradis. Die großen Fährschiffe legen seit 2011 im neu erbauten, beim Dorf Tananger in der Gemeinde Sola liegenden Hafen Risavika an.
An die von Oslo kommende, über Kristiansand die gesamte Küste Südnorwegens entlangführende Sørlandsbanen ist die Stadt mittels Kopfbahnhofs angeschlossen. Der Bahnhof wurde 1878 eröffnet, als die Bahnlinie Jærbanen fertiggestellt wurde. Die Linie stellt heute ein Teilstück der Sørlandsbanen-Strecke dar. Neben dem Bahnhof gibt es einen Busterminal, von wo zahlreiche Überlandlinien die Umgebung erschließen.
Die Europastraße 39 (E39) führt von Süden kommend durch Stavanger und verläuft derzeit noch über drei Unterseetunnel und zwei Fährlinien weiter nach Bergen. Dabei erfolgt derzeit im Rahmen des Projektes "Ferjefri E39" ("fährenfreie E39") die Umsetzung der "Rogaland fastforbindelse" ("Rogaland Fest(land)verbindung") mit der Untertunnelung des Boknafjord nördlich von Stavanger.
Bereits umgesetzt wurde 2020 das mautpflichtige Projekt Ryfast der Reichsstraße 13, welches Stavanger über drei Straßentunnel mit dem nordwestlich gelegenen Tau verbindet und die Fährverbindung über den Horgefjord ersetzt.
Einige Kilometer außerhalb befindet sich auf dem Gebiet der Gemeinde Sola der drittgrößte Flughafen Norwegens (Flughafen Stavanger, IATA-Code: SVG), der hauptsächlich als Drehscheibe zwischen den vor der Küste liegenden Bohrplattformen und dem internationalen Linienflugnetz dient. Immer häufiger gibt es jedoch direkte Flugverbindungen zu europäischen Zielen.

### Militär
Die Stadt ist Sitz des Oberkommandos der Norwegischen Streitkräfte, das sich in von der Wehrmacht während des Zweiten Weltkrieges erbauten Bunkern innerhalb des Berges Jåttånuten befindet. Außerhalb des Berges schließen sich daran unmittelbar die Gebäude des Felles Krigføringssenter (Joint Warfare Centre) der NATO an.